# Aturus formosus
Aturus formosus är en kvalsterart som beskrevs av Herbert Habeeb 1953. Aturus formosus ingår i släktet Aturus och familjen Aturidae. Inga underarter finns listade.